# ویترول، بوش دو رون
شهر ویترول، بوش دو رون (به فرانسوی: ویترول، بوش دو رون) ، در شهرستان بوش دو رون در ناحیه پروانس آلپ-کوت دازور با جمعیت ۳۷٬۱۹۰ نفر در کشور فرانسه واقع شده‌است